# Tyrnavos
Tyrnavos (greacă Τύρναβος) este un oraș în Grecia în prefectura Larisa.